# Zapasy na Igrzyskach Boliwaryjskich 1997
Turniej w ramach Igrzysk w Arequipa w 1997 roku. 

## Tabela medalowa
Gospodarz zawodów został zaznaczony kolorem.
| Poz.  | Państwo   |    |    |    | Łącznie |
| ----- | --------- | -- | -- | -- | ------- |
| 1.    | Wenezuela | 9  | 2  | 4  | 15      |
| 2.    | Kolumbia  | 4  | 4  | 2  | 10      |
| 3.    | Peru      | 3  | 6  | 4  | 13      |
| 4.    | Panama    | 0  | 2  | 3  | 5       |
| 5.    | Ekwador   | 0  | 1  | 3  | 4       |
| 6.    | Boliwia   | 0  | 1  | 0  | 1       |
| Razem | Razem     | 16 | 16 | 16 | 48      |

## Wyniki

### W stylu klasycznym
| Waga   | złoty               | srebrny           | brązowy          |
| ------ | ------------------- | ----------------- | ---------------- |
| 54 kg  | David Ochoa         | Fredy Tineo       | Abel Contreras   |
| 58 kg  | Víctor Hugo Capacho | Richard Corrales  | José Paico       |
| 63 kg  | Enrique Cubas       | Tamiaki Castillo  | Winston Santos   |
| 69 kg  | José Escobar        | José Alberto Díaz | Fernando Navarro |
| 76 kg  | Néstor García       | Luis Izquierdo    | Carlos Albrecht  |
| 85 kg  | Eddy Bartolozzi     | Sebastián Ruíz    | Lucio Vázquez    |
| 97 kg  | Emilio Suárez       | Arnulfo Hernández | Félix Isisola    |
| 125 kg | Rafael Barreno      | Juan Cruz         | Juan Giraldo     |

### W stylu wolnym
| Waga   | złoty         | srebrny           | brązowy               |
| ------ | ------------- | ----------------- | --------------------- |
| 54 kg  | José Barreto  | Freddy Tineo      | Víctor Ledesma        |
| 58 kg  | Luis Cortés   | David Ortiz       | Juan Edgardo Castillo |
| 63 kg  | Enrique Cubas | Edison Hurtado    | Edy Azuaje            |
| 69 kg  | Juan Suárez   | David Cubas       | Leonardo González     |
| 76 kg  | Lucas Barrera | Herminio Hidalgo  | Rafael Paredes        |
| 85 kg  | José Meléndez | Félix Isisola     | Sebastián Ruíz        |
| 97 kg  | Lucio Vázquez | Arnulfo Hernández | Edgar Becerra         |
| 125 kg | Juan Giraldo  | Juan Cruz         | Juan García           |